# Praebulimina
Praebulimina es un género de foraminífero bentónico de la familia Turrilinidae, de la superfamilia Turrilinoidea, del suborden Buliminina y del orden Buliminida. Su especie tipo es Bulimina ovulum. Su rango cronoestratigráfico abarca desde el Bathoniense (Jurásico medio) hasta el Maastrichtiense (Cretácico superior).

## Discusión
Clasificaciones previas incluían Praebulimina en el suborden Rotaliina del orden Rotaliida.

## Clasificación
Se han descrito numerosas especies de Praebulimina. Entre las especies más interesantes o más conocidas destacan:
- Praebulimina ovula †
- Praebulimina prolixa †
- Praebulimina reussi †

Un listado completo de las especies descritas en el género Praebulimina puede verse en el siguiente anexo.